# Txatxarramendi
Txatxarramendi är en ö i Spanien.   Den ligger i provinsen Bizkaia och regionen Baskien, i den norra delen av landet, 300 km norr om huvudstaden Madrid.